# Naduvattam
Naduvattam es una ciudad y nagar Panchayat situada en el distrito de Nilgiris en el estado de Tamil Nadu (India). Su población es de 8505 habitantes (2011).

## Demografía
Según el censo de 2011 la población de Naduvattam era de 8505 habitantes, de los cuales 4249 eran hombres y 4256 eran mujeres. Naduvattam tiene una tasa media de alfabetización del 76,47%, superior a la media estatal del 80,09%: la alfabetización masculina es del 85,53%, y la alfabetización femenina del 67,39%.